# Gale Harold
Gale Harold, właśc. Gale Morgan Harold III (ur. 10 lipca 1969 w Decatur) – amerykański aktor telewizyjny, teatralny i filmowy.

## Życiorys
Urodził się jako starszy syn i jedno z trojga dzieci, ma starszą siostrę i młodszego brata. W latach młodzieńczych wielki wpływ wywarli na nim: Jack London, David Bowie i Gandalf – bohater utworów J.R.R. Tolkiena. Uczęszczał do The Lovett School w Atlancie i Southwest Dekalb High School w Decatur w stanie Georgia. Ukończył American University w Waszyngtonie, gdzie otrzymał stypendium piłkarskie. Studiował przez rok literaturę romantyczną w Liberal Arts. Potem przeniósł się do San Francisco, gdzie zainteresował się fotografią w San Francisco Art Institute. Pracował m.in. jako mechanik i robotnik budowlany. W 1997 roku jego przyjaciółka Susan Landau, córka aktora Martina Landau, namówiła go do spróbowania sił w aktorstwie. Przez trzy lata studiował intensywnie dramat w Los Angeles. W wieku dwudziestu ośmiu lat trafił do klasy teatralnej Actors Conservatory Program A Noise Within. Debiutował na scenie rolą Królika w przedstawieniu Ja i moi przyjaciele (Me and My Friends). Potem wystąpił w spektaklach takich jak Wujek Bob (Uncle Bob, 2001) w roli Josha, Mizantrop (The Misanthrope) Moliera, Cymbelin Williama Shakespeare’a i Nagle, zeszłego lata (Suddenly, Last Summer) Tennessee Williamsa z Blythe Danner i Carlą Gugino jako dr Cukrowicz (2006–2007).
Po raz pierwszy na ekranie pojawił się w filmie 36K (2000). Zwrócił na siebie uwagę kontrowersyjną rolą homoseksualnego dumnego i beztroskiego uwodziciela Briana Kinneya w serialu Queer as Folk (2000–2005). W serialu-westernie HBO Deadwood (2006) zagrał postać Wyatta Earpa. W serialu CBS Jednostka (The Unit, 2006) wystąpił w roli Rory’ego. Od sierpnia 2008 do stycznia 2009 roku wystąpił w serialu ABC – Gotowe na wszystko w roli Jacksona Braddocka. Występ w serialu przerwał wypadek na motocyklu z października 2008 roku, ale po dobrze przebytej rehabilitacji, aktor wrócił na plan odcinków wyemitowanych w maju następnego roku.